# Lexxi Tyler
Pour les articles homonymes, voir Tyler.
Lexxi Tyler est une actrice pornographique américaine née le 16 mai 1983 à Beaverton dans l'Oregon.

## Biographie
Lexxi Tyler est connue également sous les pseudonymes de Lexi Tyler, Lexy Tyler ou Lexxi Taylor. En mai 2009, elle a été élue Penthouse Pet of the Month.
Lexxi Tyler ne tourne que des scènes lesbiennes ou en solo. Elle est mariée a Rob McCullough.

## Récompenses
- 2008 AVN Award - Best All-Girl Sex Scene - Video pour Babysitters (avec Sophia Santi, Angie Savage, Alektra Blue et Sammie Rhodes)[1]
- 2009 AVN Award - Best All-Girl Group Sex Scene pour Cheerleaders (avec Jesse Jane, Shay Jordan, Stoya, Adrianna Lynn, Brianna Love, Memphis Monroe, Sophia Santi et Priya Rai)[2]

## Filmographie
- 2003 : Real XXX Letters 7
- 2005 : Spunk'd 2
- 2005 : Grudge Fuck 5
- 2005 : Girlvana
- 2005 : The Boobs of Hazzard
- 2006 : Torn
- 2006 : Scandalous
- 2006 : Peek: Diary of a Voyeur
- 2006 : Hook-ups 11
- 2006 : Country Style
- 2006 : Chanel No. 1
- 2006 : All Girl Fantasies
- 2006 : Addicted
- 2007 : Sophia Santi's Juice
- 2007 : Muff Bumpers 5
- 2007 : Jack's Playground 35
- 2007 : Girls Will Be Girls 2
- 2007 : MILF Next Door
- 2007 : Babysitters
- 2008 : No Man's Land 44: Lipstick Lesbians
- 2008 : Rack by Popular Demand 3
- 2008 : Housewives Hunting Housewives
- 2008 : Flying Solo
- 2008 : Cry Wolf
- 2008 : Bree & Sasha
- 2008 : A Woman's Orgasm
- 2008 : Dating 101
- 2008 : Cheerleaders
- 2008 : Cockstar
- 2009 : Celebrity Pornhab with Dr. Screw
- 2009 : Booby Trap
- 2010 : No Man's Land: Girls in Love 4
- 2010 : No Man's Land: Girls in Love 5
- 2011 : Wife Switch 14
- 2012 : Lisa Ann Lesbian Milf Adventures: Mommy Needs Pussy Too
- 2013 : Girls Club (II)
- 2014 : Lusty Young Lesbians 4